# Diecezja Chinhoyi

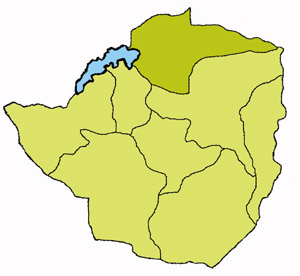
Diecezja Chinhoyi

Diecezja Chinhoyi (łac. Diœcesis Chinhoyiensis) – diecezja rzymskokatolicka w Zimbabwe. Powstała w 1973 jako prefektura apostolska Sinoya. Przemianowana w 1982 na prefekturę Chinhoyi. Od 1985 diecezja.

## Główne świątynie
- Katedra: Katedra Bożego Ciała w Chinhoyi

## Biskupi diecezjalni
- Prefekci apostolscy
  - Bp Helmut Reckter SJ (1974–1985)
- Biskupi
  - Bp Helmut Reckter SJ (1985–2004)
  - Bp Dieter Scholz (2006–2016)
  - Bp Raymond Mupandasekwa CSsR (2018–2023)